# Klopslied
Das Klopslied ist ein Musikstück von Kurt Weill aus dem Jahre 1925, das er für eine Sopran- oder Tenorstimme komponierte. Begleitet wird die Stimme von zwei Piccoloflöten und einem Fagott. Der in Berliner Mundart verfasste Text stammt aus dem im gleichen Jahr erschienenen Europa-Almanach, herausgegeben von Carl Einstein und Paul Westheim. Die erste dokumentierte Aufführung des Weill-Liedes fand am 14. Dezember 1927 in Berlin anlässlich der Hochzeit von Thea und Hans Heinz Stuckenschmidt statt.

## Musikalischer Aufbau
Das Stück ist im 2/4-Takt geschrieben und trägt die Tempobezeichnung Giocoso (freudig, verspielt). Der Komponist gibt als Metronomwert  = 112 an, die Viertelnote soll also in 112 Schlägen in der Minute gespielt werden. Das Klopslied hat 43 Takte, die ohne Wiederholung erklingen. Es dauert daher, je nach Interpretation, etwa eine Minute. Die musikalische Lautstärke bewegt sich zwischen  (forte),  (pianissimo) und im Schlusston der Stimme mit dem letzten Icke!  (fortissimo). Eine festgelegte durchgehende Tonart gibt es nicht, die Harmonik der Komposition besteht auch aus mehreren offenen Akkorden. Die sich umspielenden Stimmen der Piccoloflöten und des Fagotts erinnern in Rhythmus, Motiven und Melodielinie verfremdet an Berliner Volkslieder des 19. Jahrhunderts.

## Text
Ick sitze da un' esse Klops

uff eemal klopp’s

Ick kieke, staune, wundre mir,

uff eemal jeht se uff die Tür.

Nanu, denk ick, ick denk nanu

jetz isse uff, erst war se zu!

Ick jehe raus und kieke

und wer steht draußen? Icke! Icke! Icke!!

## Interpretationen (Beispiele)
- 1981 nahm die Sängerin Teresa Stratas Weills Klopslied mit Klavierbegleitung auf (Nonesuch Records CD D-79019)
- 1994 zitierte Blumfeld-Sänger Jochen Distelmeyer den Text im Stück Verstärker
- 2010 spielte der österreichische Chansonnier und Komponist HK Gruber das Lied mit Musikern des Ensemble Modern ein (Largo CD 5114) (Hörprobe)
- 2013 verwendete die Berliner Band „Buzz Dees“, um Knorkator-Gitarrist Buzz Dee, den Text des Klopslieds als Intro für ihren Song Icke[4]